# آتش‌چشم شانه‌سفید
آتش‌چشم شانه‌سفید (نام علمی: Pyriglena leucoptera) نام یک گونه از سرده آتش‌چشم است.